# Shearwater Glacier
Shearwater Glacier är en glaciär i Antarktis. Den ligger i Östantarktis. Nya Zeeland gör anspråk på området. Shearwater Glacier ligger 30 meter över havet.
Terrängen runt Shearwater Glacier är kuperad åt nordost, men österut är den bergig. Havet är nära Shearwater Glacier åt sydväst. Trakten är obefolkad. Det finns inga samhällen i närheten. 